# Христо Гърбов
Христо Викторов Гърбов е български театрален и филмов актьор.

## Биография
Роден е на 23 септември 1957 г. във Варна. В продължение на една година учи специалността „Технология на металите и металообработващите машини“ във Висшия машинноелектротехнически институт, Варна. Следва „Актьорско майсторство“ за драматичен театър във ВИТИЗ „Кръстьо Сарафов“ в класа на Елка Михайлова (1979 – 1983).
Мести се в София през 1987 г. Женен е за режисьорката Иглика Трифонова.
Работи в театрите Драматично-куклен театър „Иван Димов“ (1983 – 1985) и Драматичния театър в Ловеч (1985 – 1987), след конкурс е назначен в Сатиричен театър „Алеко Константинов“ в София през 1987 г. и до днес.
На Стената на славата пред Театър 199 има пано с отпечатъците му.
Член на СБФД (1994).
Играл в известни български игрални филми като „Аритмия“, „Рапсодия в бяло“, „Хълмът на боровинките“, „Пътуване към Йерусалим“. Участва в шоуто „Улицата“ на Теди Москов, както и в един от новите български сериали – „Морска сол“. Участва в забавните предавания „Велика България“ и „Комиците“. За играта си в постановката „Още веднъж отзад“ от Майкъл Фрейн (постановка: Иржи Менцел) е награден с Аскеер'98.
- Хр. Гърбов в „Комиците“
- Хр. Гърбов в „Комиците“

## Награди
- „Аскеер“ за ролите си на (Гари Льожен и Роджър Трампълмейн) в постановката „Още веднъж отзад“ от Майкъл Фрейн (1998)
- Награда на София за филма „Тишина“ (1991)

## Театър
- „Суматоха“ (Йордан Радичков) – Араламби
- „Слуга на двама господари“ (Карло Голдони) – Труфалдони
- „Сирано дьо Бержерак“ (Едмон Ростан) – Сирано
- „Още веднъж отзад“ (Майкъл Фрейн) -
- „Вечеря за тъпаци“ (Франсис Вебер) – Пиер Миняр
- „Римска баня“ (Станислав Стратиев) – Иван Антонов
- „Още веднъж отзад“ (Майкъл Фрейн) – Гари Льожен/Роджър Трампълмейн
- „Фенове“
- „Петък, 13-ти“ (Жан-Пиер Мартинес) – Джон

## Телевизионен театър
- „Братът на Бай Ганя Балкански“ (мюзикъл, 1997) – Станьо Балкански
- „Гнездото“ (мюзикъл, 1997) (Йордан Радчиков)

## Телевизия
- „Улицата“ на Теди Москов.
- „Нота бене“ – водещ на тв игра по БНТ до 1999.
- „Велика България“ – скечове в 12 епизода.
- „Комиците“ от 2007
- „Като две капки вода“ - 11-ти сезон - участник

## Филмография
| Година           | Филми/Сериали                                      | Серии | Копродукции                                              | Роля                                                                   |
| ---------------- | -------------------------------------------------- | ----- | -------------------------------------------------------- | ---------------------------------------------------------------------- |
| 2024             | Не затваряй очи                                    |       |                                                          | Петър като старец                                                      |
| 2017             | Асансьор за пациенти                               |       |                                                          |                                                                        |
| 2016             | Нокаут или Всичко, което тя написа                 |       | България/САЩ                                             |                                                                        |
| 2012             | Цветът на хамелеона                                |       | България/Словения                                        | министърът                                                             |
| 2011 – 2019      | Столичани в повече (тв сериал)                     | 171   |                                                          | близнаците Пламен Цеков-Пацо и Константин Цеков 1 – 7 сезон (11)       |
| 2011             | Генерал Дела Ровере – („Il generale Della Rovere“) |       | Италия                                                   | Турсини                                                                |
| 2010             | Януари                                             |       |                                                          | Сусо                                                                   |
| 2010             | Мисия Лондон                                       |       | България/Великобритания/Унгария/Македония/Швеция/Австрия |                                                                        |
| 2007             | Самотни сърца                                      |       |                                                          | трактористът Георги (Гошо) Аврамов                                     |
| 2006             | Бунтът на L.                                       |       |                                                          | Ашот (Ашо)                                                             |
| 2006             | Турски гамбит – („Турецкий гамбит“)                | 4     | Русия/България                                           |                                                                        |
| 2006             | Разследване                                        |       | България/Германия/Холандия                               | съпругът                                                               |
| 2005             | Ерудитъ                                            |       |                                                          | г-н Венцеслав Бенковски „вуйчо Славчо“                                 |
| 2005             | Морска сол                                         | 30    |                                                          | Киро „Белезника“                                                       |
| 2005             | Патриархат                                         | 7     |                                                          | Дракалиев (Феникс)                                                     |
| 2005             | Леден сън                                          |       |                                                          | лудият лекар                                                           |
| 2002 – 2003      | Камера! Завеса!                                    | 6     |                                                          | Христо Гърбов, българския Робърт де Ниро / ловец в 3 серии (IV, V, VI) |
| 2003             | Изневяра                                           |       |                                                          | месарят Анастас Ценев                                                  |
| 2003             | Пътуване към Йерусалим                             |       | България/Германия/Франция                                |                                                                        |
| 2003             | Следвай ме (тв)                                    |       |                                                          | бат Къчми, циганинът кмет                                              |
| 2003             | Годината на петела                                 |       |                                                          | поп Ценко                                                              |
| 2002             | Рапсодия в бяло                                    |       |                                                          | отговорникът                                                           |
| 2002             | Червената шапчица                                  |       |                                                          | бащата                                                                 |
| 2001             | Съдбата като плъх (тв)                             |       | България/Македония                                       | Кирил                                                                  |
| 2001             | Хълмът на боровинките                              |       |                                                          | побойника                                                              |
| 2000             | Краят на ХХ век                                    |       |                                                          | представителят на Испанската република                                 |
| 2000             | Разбойници-коледари                                | 6     |                                                          | „Чифтето“                                                              |
| 1999, 2000, 2010 | Клиника на третия етаж                             | 35    |                                                          | Артиста (в 1 серия: XI)                                                |
| 1998             | След края на света                                 |       | България/Германия/Гърция                                 | другар, комунист                                                       |
| 1998             | Вагнер                                             |       |                                                          | многодетния/капитанът/просяк с плъх/човек с ябълка                     |
| 1996             | Всичко от нула                                     |       |                                                          |                                                                        |
| 1995             | Езерното момче (тв)                                |       |                                                          | бащата                                                                 |
| 1994             | Тя                                                 |       |                                                          |                                                                        |
| 1993             | Нещо във въздуха                                   |       |                                                          |                                                                        |
| 1992             | Аритмия                                            |       |                                                          | Филип                                                                  |
| 1990             | Любовното лято на един льохман                     |       |                                                          | шофьор на автобус                                                      |
| 1990             | Тишина                                             |       |                                                          | скулптурът Минчо Колев                                                 |
| 1989             | Аз, Графинята                                      |       |                                                          | Начо                                                                   |
| 1989             | 1952: Иван и Александра                            |       |                                                          | бащата на Иван                                                         |
| 1989             | Комитски времена (тв)                              |       |                                                          | комитата съсед                                                         |
| 1989             | Бягащи кучета                                      |       |                                                          | играч на пинг-понг 1                                                   |
| 1988             | Сляпа събота                                       |       |                                                          | Коста Биков                                                            |
| 1988             | Съседката                                          |       |                                                          |                                                                        |
| 1986             | Степни хора                                        |       |                                                          | ратаят Иван                                                            |
| 1984             | Черните лебеди                                     |       |                                                          | фотографът Сашо                                                        |
| 1983             | Орисия                                             |       |                                                          | момчето в ранна възраст                                                |
| 1983             | Страдивариус (тв)                                  |       |                                                          |                                                                        |
| 1982             | Отражения                                          |       |                                                          | (не е посочен в надписите на филма)                                    |
| 1980             | Летало                                             |       |                                                          | Сирачко                                                                |

## Дублаж
- „Приказките на Братя Грим“, 1995
- „Рататуи“ – Скинър, 2007
- „Мармадюк“ – Мармадюк, 2010